# 府中町 (東京都)
府中町（ふちゅうまち）とは、神奈川県、東京府、東京都北多摩郡にかつて存在した町である。
現在の府中市は1954年に新設合併で誕生したもので、本町とは別の自治体である。前身となった自治体である府中駅についても本項で解説する。

## 歴史

### 沿革
- 1880年（明治13年）1月 - 新宿町、本町、番場宿町、八幡宿町、屋敷分村が合併して神奈川県北多摩郡府中駅が成立。
- 1889年（明治22年）4月1日 - 町村制の施行に伴い、府中駅が名称をそのままに町制を施行。
- 1893年（明治26年）6月19日 - 府中駅が府中町に改称。
- 1893年（明治26年）4月1日 - 東京府へ移管。
- 1943年（昭和18年）7月1日 - 東京都制施行。
- 1954年（昭和29年）4月1日 - 多磨村、西府村と合併し、府中市を新設。同日府中町廃止。

## 交通

### 鉄道
- 国鉄（現・JR東日本）
  - 南武線：府中本町駅 - 分倍河原駅
  - 中央本線（下河原線）：東京競馬場前駅[1]
- 京王帝都電鉄（現・京王電鉄）
  - 京王線：東府中駅（八幡前駅・臨時競馬場前駅） - 府中駅 - 分倍河原駅

下河原線の北府中駅は1956年開業。下河原駅（貨物駅）は西府村に所在。武蔵野線は1973年、京王競馬場線は1955年開業。

### 道路
- 甲州街道
- 鎌倉街道
- 品川道

## 名所・旧跡
- 大國魂神社
- 東京競馬場（南東の一部分は多磨村）